# Josef Hendrich (filolog)
Josef Hendrich (1. května 1920 Střížovice – 9. dubna 2012 Praha) byl český filolog mezinárodního významu a vysokoškolský pedagog. Byl předsedou a později čestným předsedou Mezinárodní federace učitelů živých jazyků.

## Životopis
Josef Hendrich studoval od roku 1931 na reálném gymnasiu v Turnově, kde v roce 1939 maturoval. Téhož roku začal studovat na Filosofické fakultě UK obor angličtina a francouzština. V souvislosti s uzavřením českých vysokých škol byl 17. listopadu 1939 zatčen a později pro nízký věk propuštěn. Za okupace byl členem odbojové organizace Obrana národa. V květnovém povstání se zúčastnil bojů v Příšovicích a při tom zabránil lynčování zajatých německých vojáků z vlakového transportu na Prahu. Ve vysokoškolském studiu pokračoval od roku 1945 a ukončil je v březnu 1949.
V letech 1949 až 1966 učil na Jazykové škole v Praze. V té době se zabýval především strukturou a fonetikou francouzštiny a ve svých článcích klasifikoval některé lingvistické jevy ještě před Noamem Chomskym. Začátkem 60. let napsal s kolegy učebnici Francouzština běžná a hospodářská, která se stala nepřekonanou českou učebnicí francouzštiny po dobu více než třiceti let. Od roku 1966 učil francouzštinu na Pedagogické fakultě UK. Přestože v roce 1973 obhájil svoji habilitační práci, nebyl jmenován docentem, protože odmítal vstoupit do KSČ. Od roku 1974 do odchodu do důchodu v roce 1985 vedl oddělení postgraduální jazykové výuky vysokoškolských odborníků (JASPEX). Do aktivní činnosti se vrátil v roce 1990, kdy byl jmenován docentem. Zabýval se především koncepcí jazykové výuky. V letech 1991 až 2000 byl šéfredaktorem časopisu Cizí jazyky a mezi roky 1995 a 2001 také předsedou Kruhu moderních filologů. V devadesátých letech byl zvolen do vedení Českého svazu bojovníků za svobodu.
Jeho mezinárodní aktivity se soustředily především na práci v Mezinárodní federaci učitelů živých jazyků (FIPLV), kde byl po několik funkčních období místopředsedou a v letech 1978 až 1980 jejím předsedou. V roce 1995 byl jmenován důstojníkem Řádu akademických palem.

## Hlavní díla
- Francouzština běžná a hospodářská, (spoluautoři Jaromír Tláskal a Oldřich Kulík), Státní pedagogické nakladatelství Praha, 1962 – celkem 9 českých vydání a 1 slovenské vydání (překlad)
- Francouzština pro jazykové školy, (spoluautoři Jaromír Tláskal a Oldřich Kulík), Státní pedagogické nakladatelství Praha, 1964
- Didaktika cizích jazyků (celostátní vysokoškolská učebnice pro studenty filozofických a pedagogických fakult), Státní pedagogické nakladatelství Praha, 1988
- Francouzská mluvnice, (spoluautoři Otomar Radina a Jaromír Tláskal), Nakladatelství Fraus Plzeň, 2001, ISBN 80-7238-064-8, oceněna Českým literárním fondem